# Józef Frąszczak
Józef Frąszczak (ur. 5 lutego 1917 w Hamborn – obecnie część Duisburga) – polski formierz odlewnik, poseł na Sejm PRL IV i V kadencji.

## Życiorys
Uzyskał wykształcenie podstawowe, z zawodu formierz odlewnik. Był zatrudniony na stanowisku brygadzisty odlewni żeliwa w Podlaskich Zakładach Metalowych w Białej Podlaskiej. W 1965 i 1969 uzyskiwał mandat posła na Sejm PRL w okręgu Radzyń Podlaski z ramienia Polskiej Zjednoczonej Partii Robotniczej. Przez dwie kadencje zasiadał w Komisji Budownictwa i Gospodarki Komunalnej, ponadto w trakcie V kadencji zasiadał w Komisji Handlu Wewnętrznego.

## Odznaczenia
- Złoty Krzyż Zasługi
- Odznaka 1000-lecia Państwa Polskiego (1966)[1]